# Aylin Nazlıaka
Aylin Nazlıaka, née le 3 décembre 1968 à Ankara (Turquie), est une femme politique turque. Membre du CHP, elle est députée depuis 2011.

## Biographie
En 2015, elle affirme qu'un député du CHP a retiré le portrait d'Atatürk qui était accroché dans son bureau. Celui-ci est identifié comme étant Necati Yılmaz ; mais ne pouvant pas apporter de preuves pour prouver ses dires, elle est exclue de son parti le 4 mars 2016.
En janvier 2017, pendant les débats parlementaires liés à la réforme constitutionnelle, dénoncés comme renforçant les pouvoirs autoritaires du président Recep Tayyip Erdoğan, elle s'enchaîne au micro de la tribune de l'hémicycle, ce qui dégénère en rixe entre partisans et opposants du texte.

## Source de la traduction
- (en) Cet article est partiellement ou en totalité issu de l’article de Wikipédia en anglais intitulé « Aylin Nazlıaka » (voir la liste des auteurs).